# Nikolaus Falger
Nikolaus Falger (* 15. Januar 1888 in Elbigenalp, Tirol; † 4. August 1960 in Innsbruck) war ein österreichischer Politiker der Christlichsozialen Partei (CSP).

## Ausbildung und Beruf
Nach dem Besuch der Volksschule ging er an ein Gymnasium und später an eine Universität. Er wurde Professor für Deutsch und Französisch.

## Politische Funktionen
- 1946: Mitglied des Gemeinderates der Stadt Innsbruck

## Politische Mandate
- 23. November 1926 bis 18. Mai 1927: Abgeordneter zum Nationalrat (II. Gesetzgebungsperiode), CSP